# Wilamówko (Maradki)
Wilamówko – opuszczona część wsi Maradki w Polsce, położona w województwie warmińsko-mazurskim, w powiecie mrągowskim, w gminie Sorkwity.
W latach 1975–1998 Wilamówko administracyjnie należało do województwa olsztyńskiego.
W miejscowości brak zabudowy. Na zdjęciu satelitarnym Google po drugiej stronie drogi jest jedno zabudowanie.